# Mihkel Räim
Mihkel Räim (Kuressaare, 3 de julho de 1993) é um ciclista estónio. Estreiou como profissional nas fileiras do conjunto Amore & Vita. Na atualidade milita na equipa israelita de categoria profissional continental Israel Cycling Academy.

## Palmarés
2013
- 1 etapa do Baltic Chain Tour

2015 (como amador)
- 2 etapas do Grande Prêmio de Chantal Biya

2016
- 2 etapas do Tour de Beauce
- Campeonato da Estónia em Estrada
- Tour da Hungria, mais 1 etapa
- Stadsprijs Geraardsbergen

2017
- 1 etapa do Tour de Azerbaijão
- 1 etapa do Tour da Eslováquia
- 1 etapa do Colorado Classic

2018
- 1 etapa da Volta a Castilla e León
- 1 etapa do Tour do Japão
- 1 etapa do Tour da Coreia
- Campeonato da Estónia em Estrada
- Great War Remembrance Race

## Resultados em Grandes Voltas e Campeonatos do Mundo
Durante a sua carreira desportiva tem conseguido os seguintes postos nas Grandes Voltas e nos Campeonatos do Mundo em estrada:
| Carreira               | 2013 | 2014 | 2015 | 2016 | 2017 | 2018 |
| ---------------------- | ---- | ---- | ---- | ---- | ---- | ---- |
| Giro d'Italia          | -    | -    | -    | -    | -    | -    |
| Tour de France         | -    | -    | -    | -    | -    | -    |
| Volta a Espanha        | -    | -    | -    | -    | -    | -    |
| Mundial em Estrada     | -    | -    | -    | Ab.  | 123º | -    |
| Mundial Contrarrelógio | -    | -    | -    | -    | -    | -    |

-: não participa

Ab.: abandono